# Menhir La Dame Schone

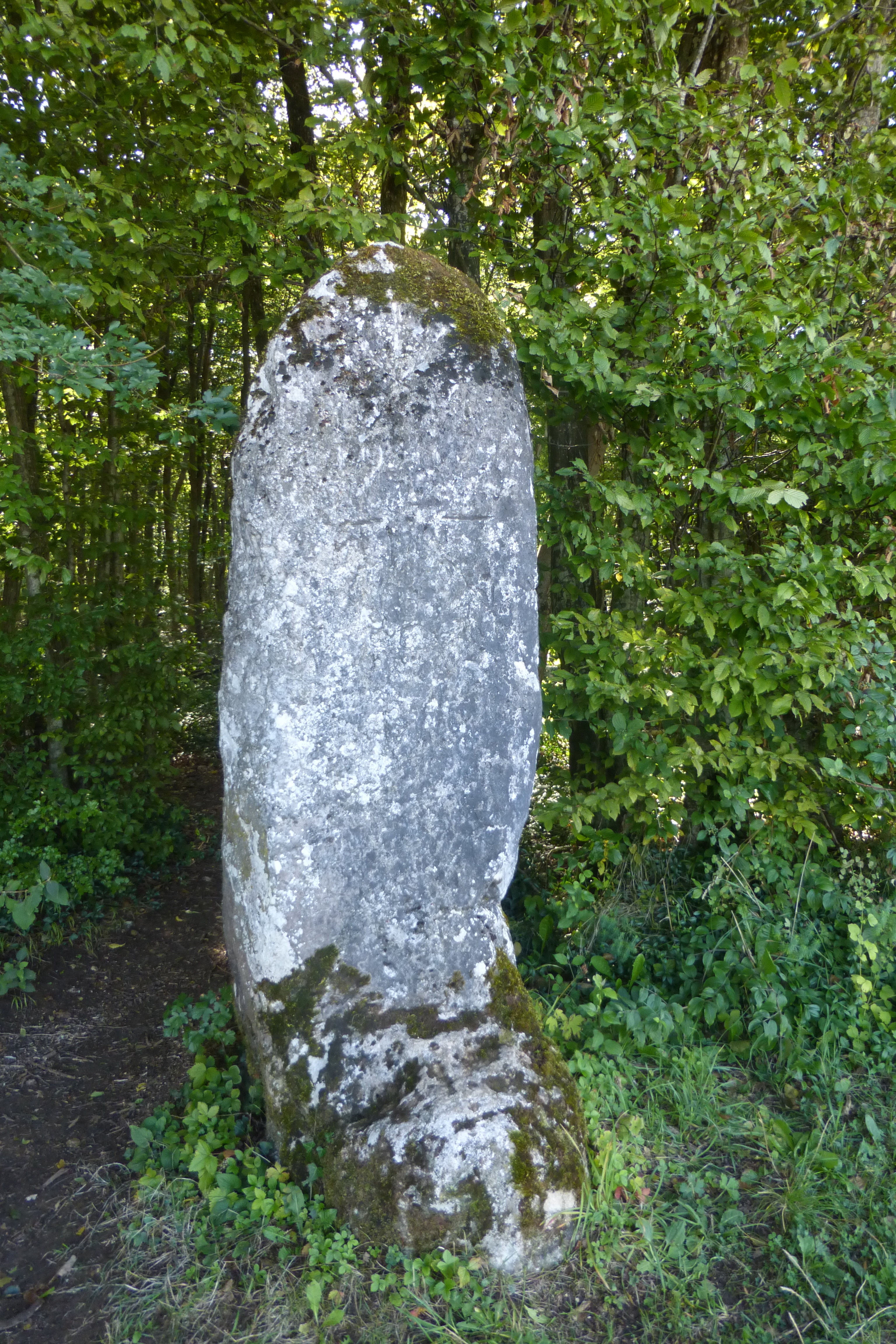
Menhir La Dame Schone

Der Menhir La Dame Schone (deutsch schöne Dame – auch La Pierre de Damechonne oder Pierre de la Damechonne genannt) steht an einem Waldrand an der Gemeindegrenze 6,3 km östlich von Saint-Mihiel bei Bar-le-Duc im Département Meuse in Frankreich. 
Der etwa 2,2 Meter hohe neolithische Menhir trägt die Inschrift: „Mit Gott für Vaterland 1914–1915“, die von deutschen Soldaten anlässlich der Eroberung von Saint-Mihiel im Ersten Weltkrieg eingraviert wurde. Seine durchschnittliche Breite beträgt 1,5 m mit einem Auswuchs von 0,4 m im unteren Teil seiner Ostseite. Seine Dicke beträgt 0,77 m.
Der Menhir ist seit 1889 als Monument historique registriert.
In der Nähe steht der Menhir von Woinville.